# Сант’Андреа ди Конца
Сант'Андреа ди Конца (итал. Sant'Andrea di Conza) је насеље у Италији у округу Авелино, региону Кампанија.
Према процени из 2011. у насељу је живело 1608 становника. Насеље се налази на надморској висини од 661 м.

## Становништво
Према резултатима пописа становништва 2011. у општини је живело 1.662 становника.
| 1931. | 1936. | 1951. | 1961. | 1971. | 1981. | 1991. | 2001. | 2011. |
| ----- | ----- | ----- | ----- | ----- | ----- | ----- | ----- | ----- |
| 2.867 | 3.090 | 3.112 | 2.766 | 2.160 | 2.262 | 2.042 | 1.930 | 1.662 |